# Онуфріївський дендропарк
Ону́фріївський дендропа́рк — історичний парк у селищі міського типу Онуфріївка на Кіровоградщині; пам'ятка садово-паркового мистецтва XIX століття, один з визначних туристичних об'єктів краю.

## Розташування
Парк розташований у південній частині історичного центру Онуфріївки, в долині річки Омельник.

## Історія

### Старий парк
Перший генеральний план Старого парку в західній балці Омельника зі штучними ставками було розроблено в 1820-х роках полковником артилерії графом Михайлом Толстим та його дружиною, дочкою таємного радника Катрею Камбурлей. Закладенням парку керував один з учнів Василя Докучаєва, а також чеські й німецькі майстри садово-паркового мистецтва. Всі роботи виконували кріпаки графа Толстого.

### Новий парк
У 1876 році було розроблено другий генеральний план садиби. Вже на початку 1880-х років розпочалась комплексна реконструкція Старого парку, яким керував дендролог Іван Базилевич. У цей час на південь від річки було споруджено оранжерею, теплицю, стайню, водонапірну вежу, сторожку водокачки з паровим локомотивом, човнову станцію, літній танцювальний майданчик, винний льох та оригінальні малі архітектурні і скульптурні форми (альтанки, містки тощо).
На території парку налічувалося понад 100 видів дерев та кущів, було 6 ставків, на яких жили лебеді. Облаштовано насипний острів з альтанкою та купальнею (тепер відомий як «Острів кохання»). Біля будинку Толстих розташовувалось два басейни з фонтанами та розарій.
Алеї парку розміщувались за класичним англійським зразком. Селянам суворо заборонялося заходити до панського парку. Перепустки мали тільки робітники, які розчищали алеї, доглядали за деревами та численними квітниками, а також за лебедями на паркових ставах. Пізніше селянам дозволили брати воду для своїх потреб з одного із ставків. Дотепер він зберіг свою назву — Селянський. Весь парк було обнесено двометровою цегляною огорожею з декоративними ґратами.
Композиція зелених насаджень Нового парку була визначена стильовими рисами натуралістичних садів, близьких до природного ландшафту. Тут були сінокісні луки, пасовища для тонкорунних овець, вольєри для павичів. Галявини оформлені дендрологічними групами, картинами дерев, що виразно розкривалися крізь ажурні прорізи головної каштанової алеї.
До 1917 року Онуфріївський парк був невід'ємною частиною маєтку графів Толстих. Вони постійно проживали в Одесі, а садиба слугувала їм літньою резиденцією.

## Сучасність

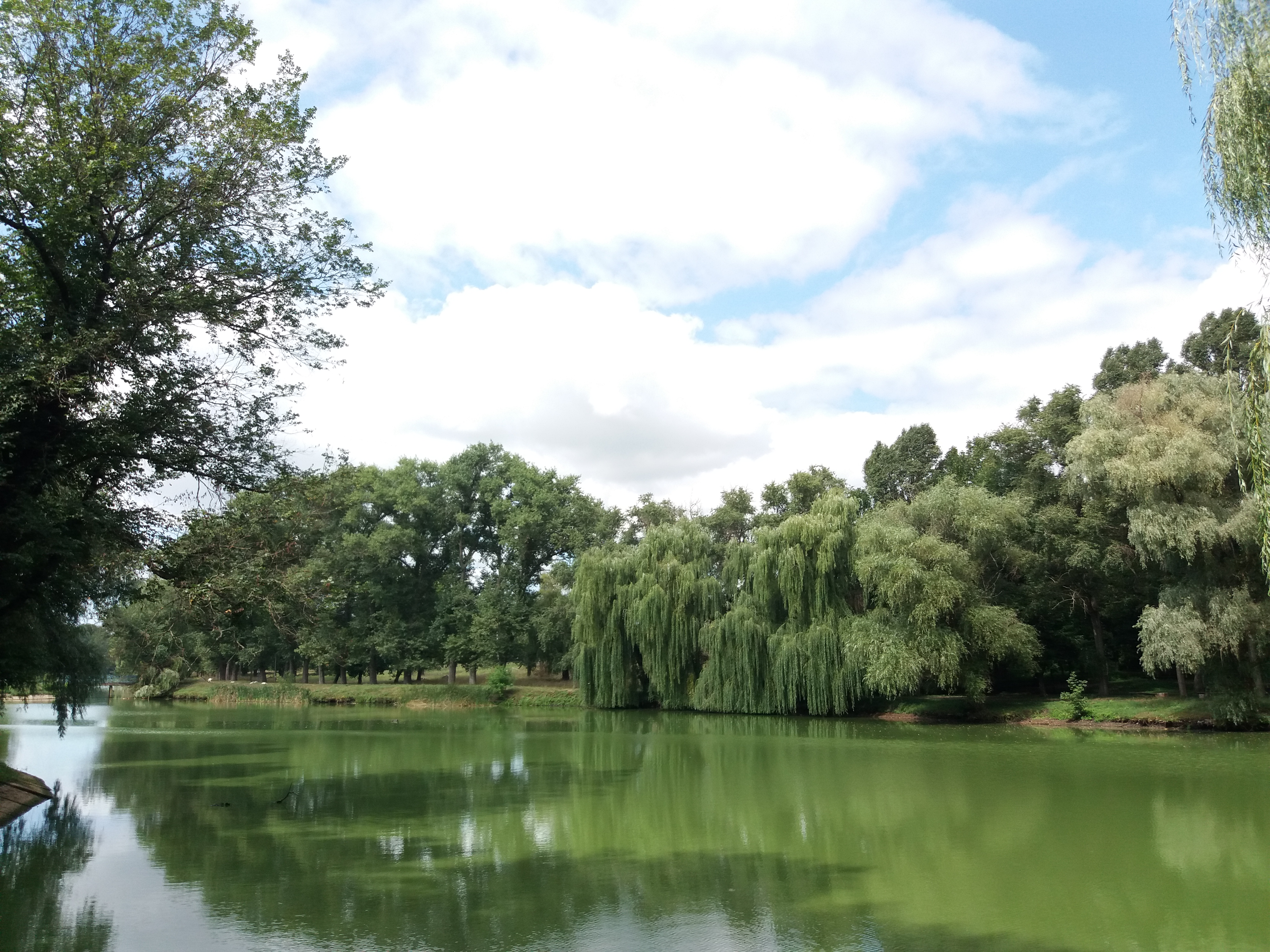
Ставок

У парку є 3 ставки — Нижній, Селянський та частина Верхнього; також існує система каналів з дамбами та містками на річці. Загальна площа сучасного парку — близько 51,7 га, з них майже половина площі займає Новий парк (на його ставки припадає 22 га території). Тут нараховується 50 видів дерев і кущів; на особливу увагу заслуговує ялівцевий гай.
Присадибний будинок графів Толстих не зберігся, від конюшні уцілів лише фронтон, а в графській Білій їдальні (пам'ятка архітектури місцевого значення) сьогодні розміщується адміністрація парку. Збереглись також цегляна арка головного в'їзду, парадна огорожа (частково реконструйована 2011 року), будиночок керуючого садибою та винний льох.
В Онуфріївському парку відбуваються кінні прогулянки на англійських скакунах з прославленого кінного заводу № 175 (Філія ДП «Конярство України»), що розміщений на території колишньої економії графів Толстих, а також заходи Міжнародного фестивалю етнічної музики «Перекотиполе» (на території спортивного стадіону, що розміщений у парку).

## Природоохоронний статус
У 1960 році Рада Міністрів УРСР прийняла постанову, згідно з якою Онуфріївський дендропарк було визнано пам'яткою садово-паркової архітектури XIX століття.

## Галерея

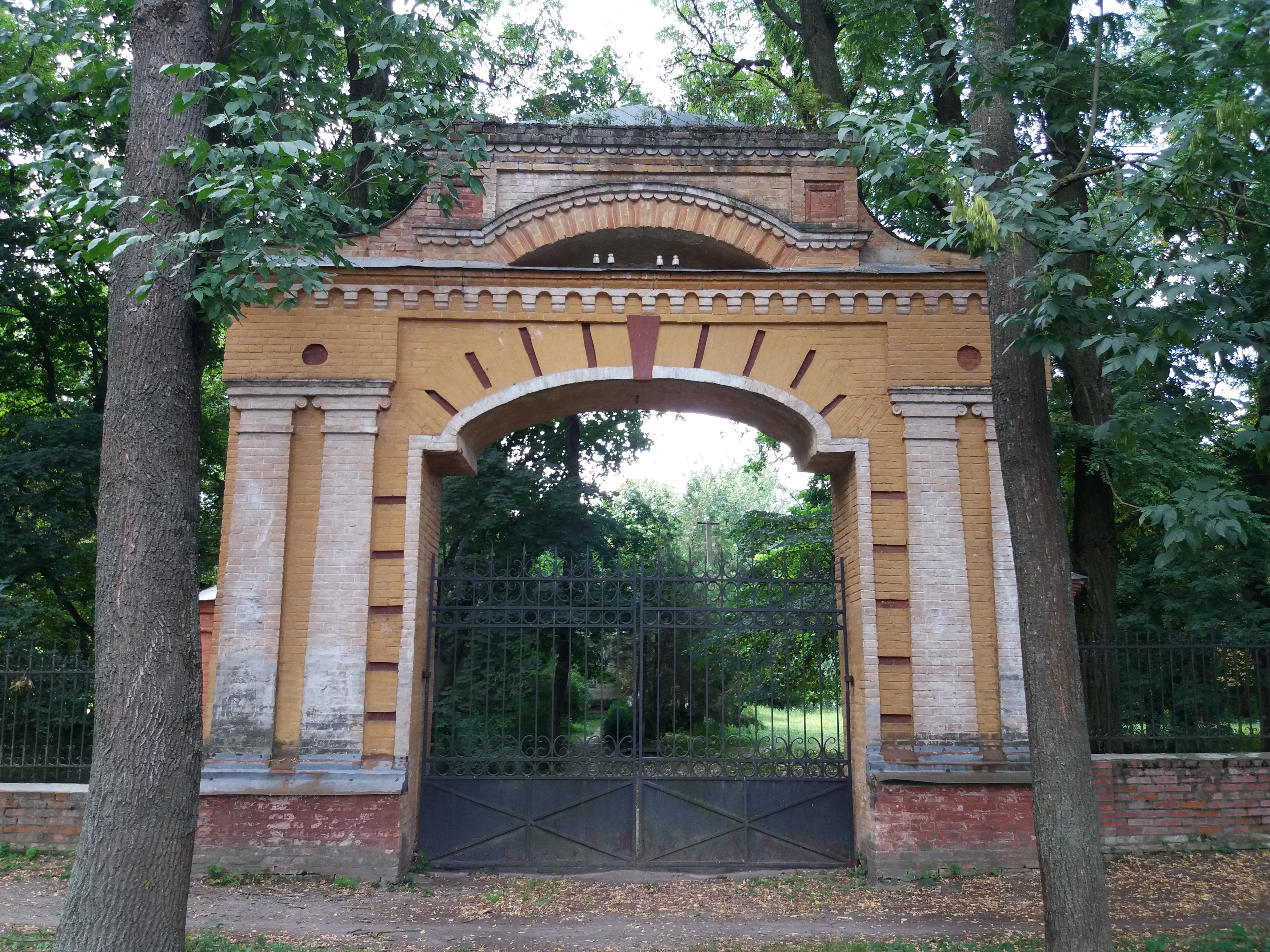
Арка головного в'їзду в парк
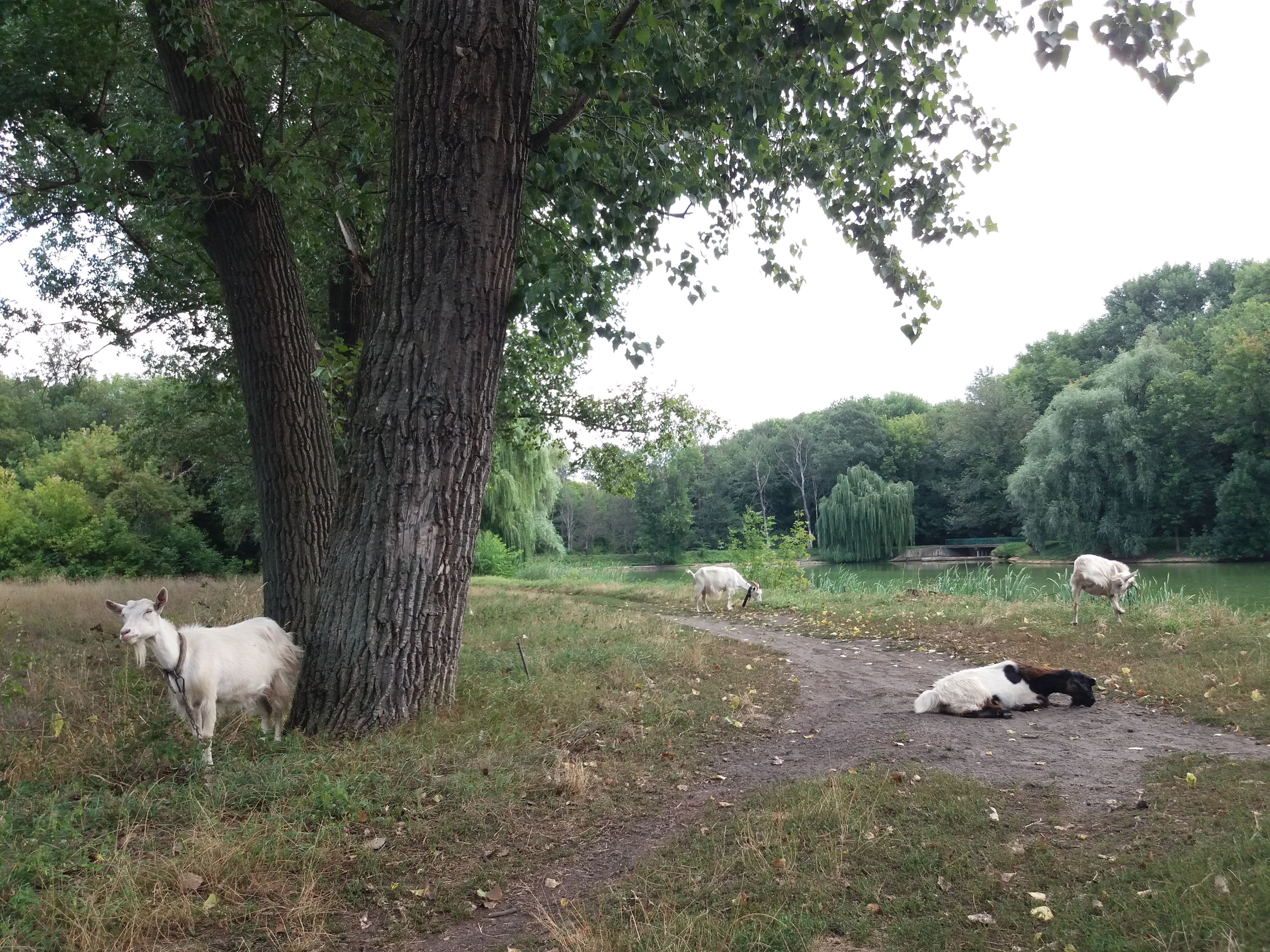
Випас кіз місцевих мешканців у парку
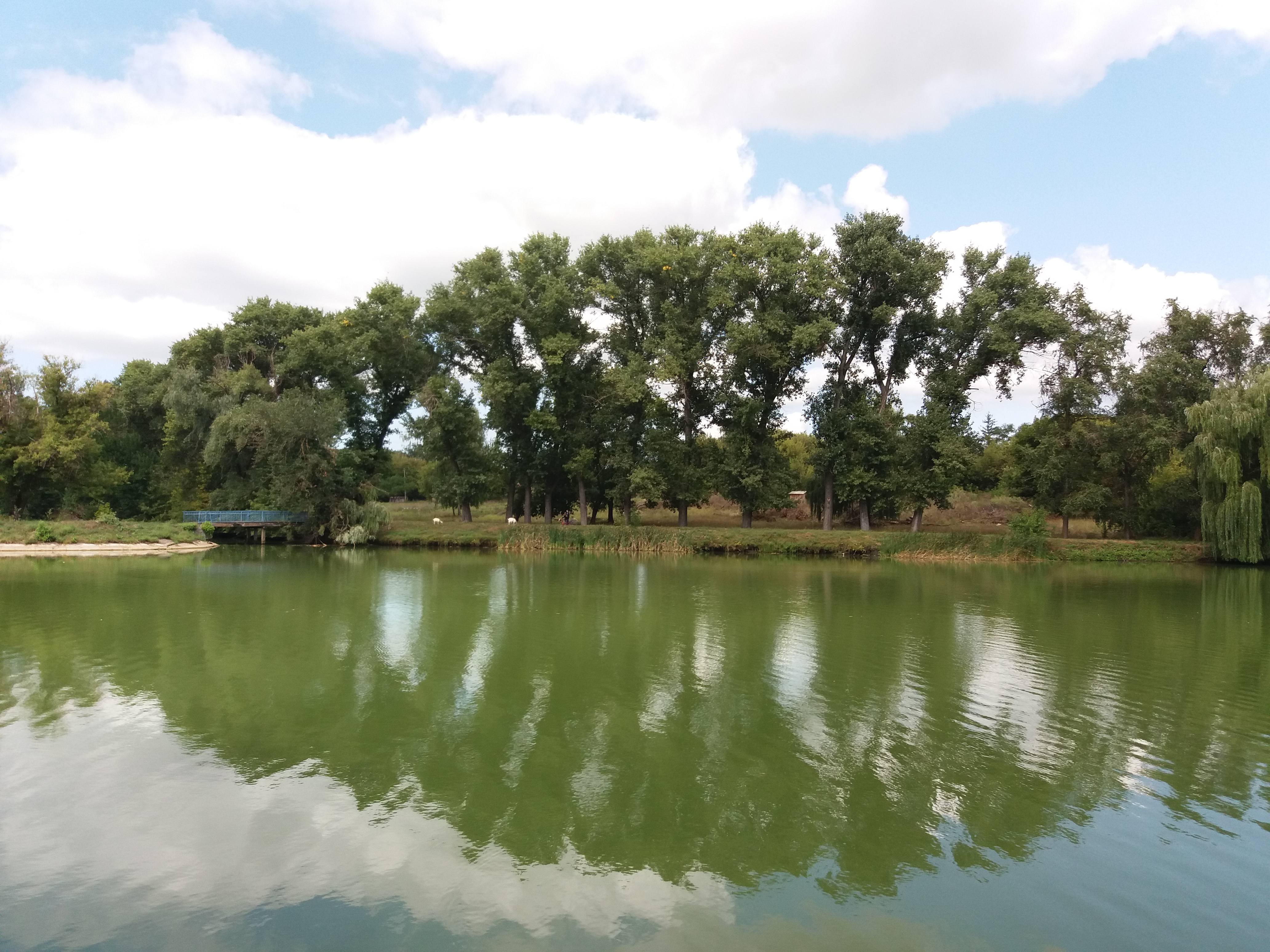
Ставок та місток на острівець
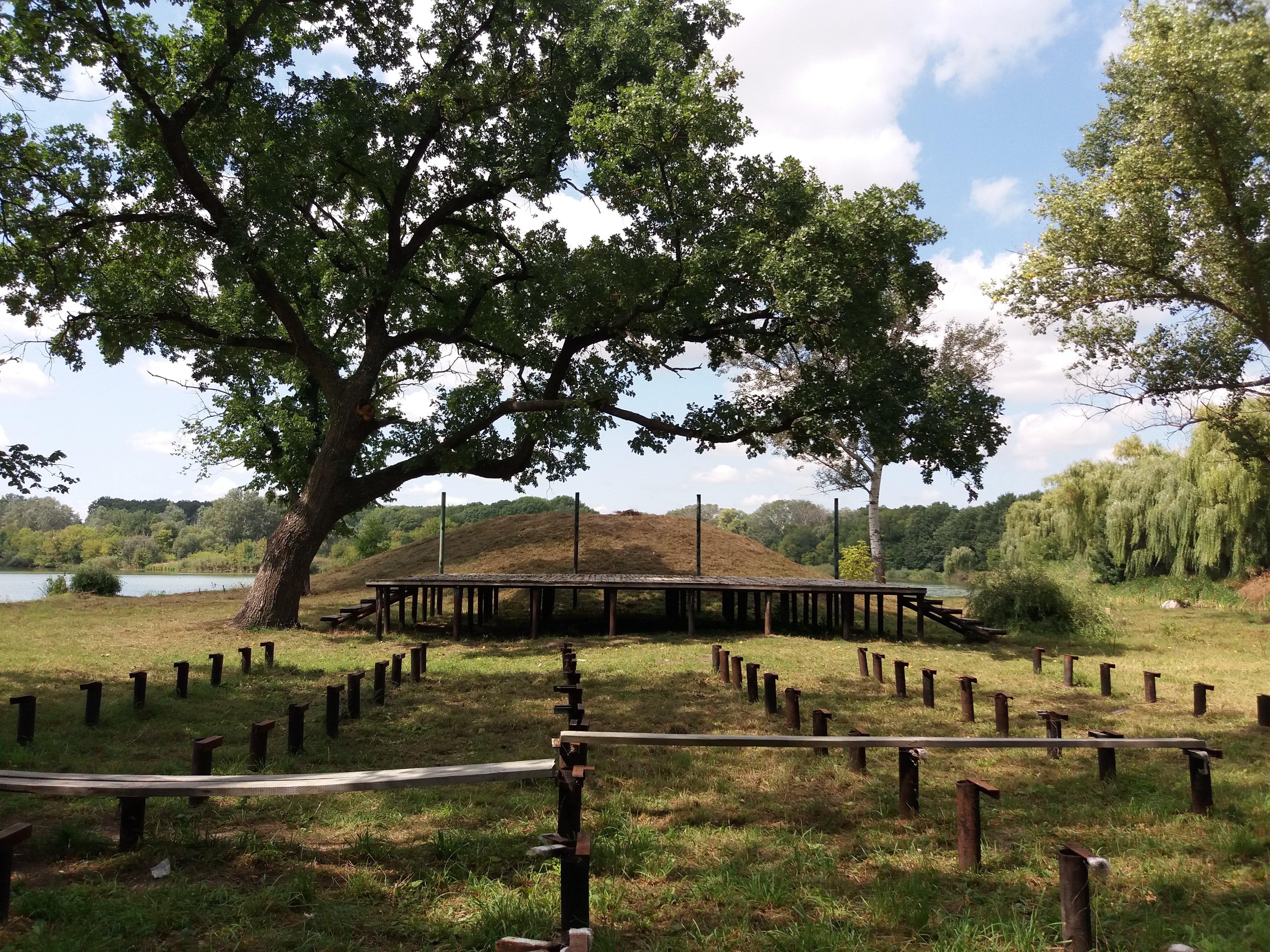
Концертний майданчик на острівці
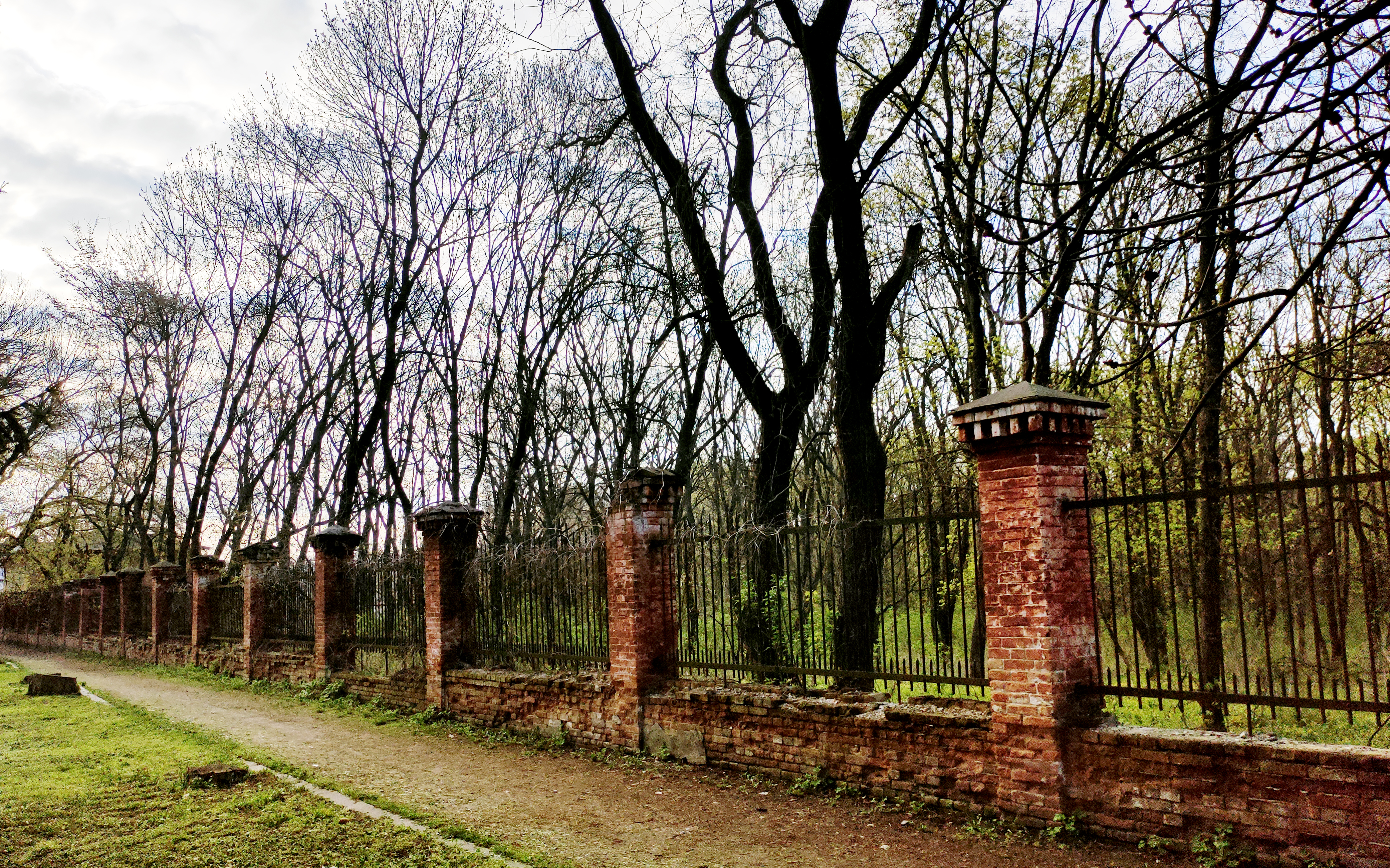
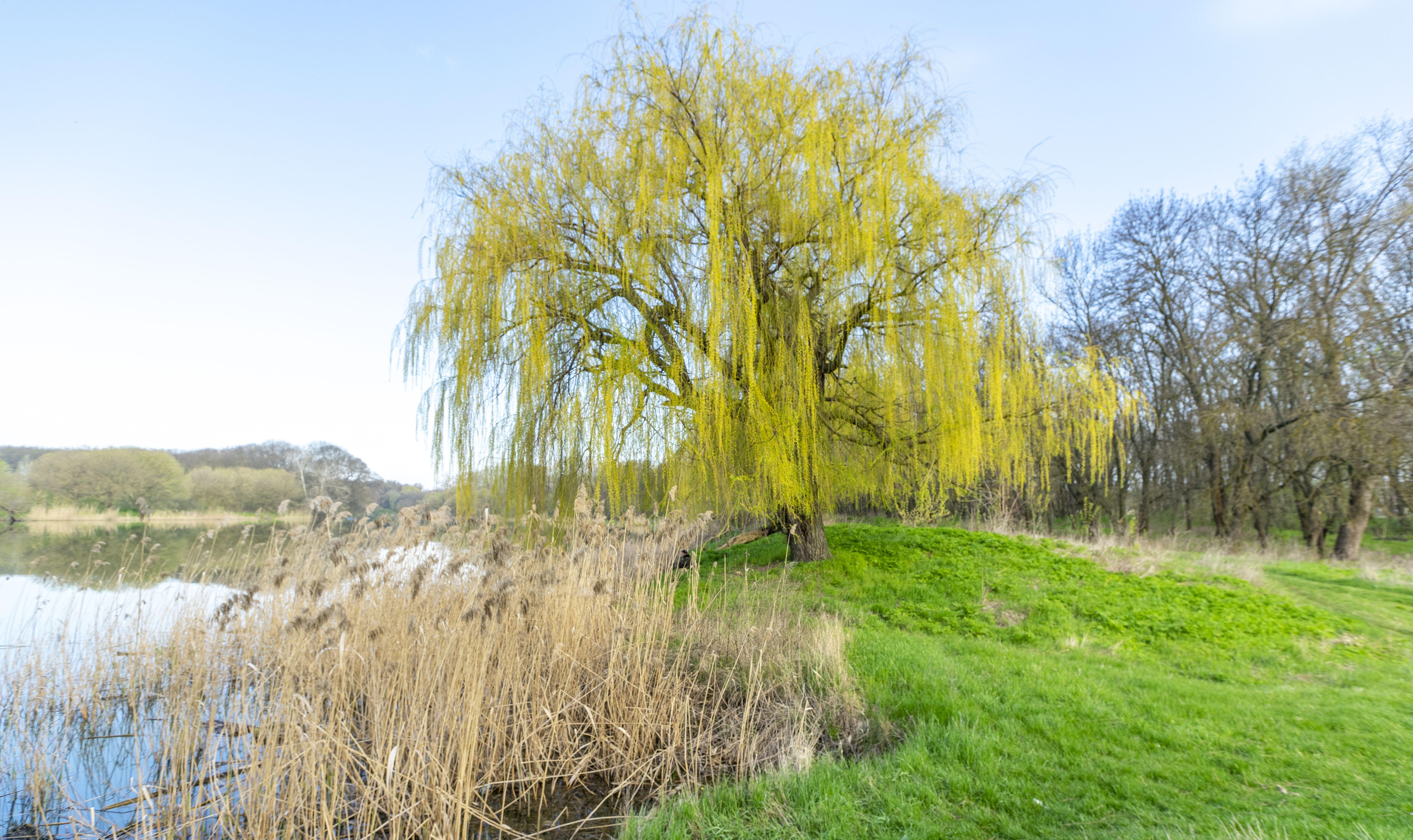